# The Mating (film 1915)
The Mating è un film muto del 1915 diretto da Raymond B. West con la supervisione di Thomas H. Ince. Protagonista della storia, la trentenne Bessie Barriscale che qui ricopre il ruolo di un'adolescente che va a studiare all'università. Gli altri interpreti erano Lewis J. Cody, Enid Markey, Walt Whitman, Margaret Thompson, Ida Lewis.

## Trama
Figlia di un modesto pastore, Doris Willard convince suo padre a mandarla a frequentare il college. Ma i suoi abiti da campagnola e i suoi modi di ragazza semplice la fanno diventare oggetto dello scherno delle altre studentesse. Doris, allora, si scrive da sola una lettera d'amore, firmandola 'Bullet' Dick Ames, ovvero usando il vero nome di un noto campione sportivo. Lascia poi cadere come per caso la missiva davanti al portico del dormitorio. Il biglietto arriva nelle mani di Daisy Arnold, la presidentessa della "Beauty Squad" che, sospettosa, invita Dick e sua sorella Eleanor a passare la Festa del Ringraziamento con loro, convinta di smascherare Doris. Ma Dick, invece, conferma la storia di Doris e comincia a corteggiarla sul serio. La ragazza, alla fine si innamora del giovane ma non accetta la sua proposta di matrimonio perché pensa che lui abbia solo pietà di lei. Verrà convinta dell'autentico sentimento di Dick da Eleanor, la sorella.

## Produzione
Alcune riprese del film, prodotto dalla New York Motion Picture, furono fatte nell'Ontario, in Canada. I dormitori dell'università sono stati realizzati ispirandosi a quelli del Vassar, prestigiosa università femminile. I membri della squadra di football dell'University of Southern California apparvero nel film come comparse.

## Distribuzione
Distribuito negli Stati Uniti dalla Mutual, il film uscì nelle sale cinematografiche il 22 luglio 1915.

### Conservazione
Non si conoscono copie ancora esistenti della pellicola che viene considerata presumibilmente perduta.